# Највећа грешка Алберта Ајнштајна

Највећа грешка Алберта Ајнштајна (хрв. Einsteinova najveća pogreška / хрв. Najveća pogreška Alberta Einsteina, енгл. Einstein's Greatest Mistake) је хрватски драмски филм из 2006. године режисера Бранка Карабатића. Сценарио су написали Карабатић и Иван Видић. Главне улоге играју Миливој Беадер, Бруна Бебић и Марија Шкаричић; остале улоге су Јосип Зовко, Роберт Курбаша, Јасна Малец-Утробичић, Јоланда Тудор, Андријана Вичковић, Јелена Розга, Дује Шкаричић, Јошко Јерончић, Дора Микшић и Илија Зовко. Филм је објављен 23. септембра 2006. године, а продуцентска компанија је била Фаб Мар.

## Улоге
| Глумац                | Улога               |
| --------------------- | ------------------- |
| Миливој Беадер        | Здравко             |
| Бруна Бебић-Тудор     | Тања                |
| Марија Шкаричић       | Андреја             |
| Јосип Зовко           | Незнанац            |
| Роберт Курбаша        | Марко               |
| Јасна Малец-Утробичић | Старица             |
| Јоланда Тудор         | Шанкерица           |
| Андријана Вичковић    | Мери                |
| Јелена Розга          | Девојка с наочалама |
| Дује Шкаричић         | Младић с капом      |
| Јошко Јерончић        | Човек с наочалама   |
| Дора Микшић           | Мала Андреја        |
| Илија Зовко           | Непознато           |